# HD 10307
La HD 10307 és una estrella semblant al sol en massa, temperatura i contingut en metall, situada a uns 42 anys llum de la Terra a la constel·lació d'Andròmeda.
Fou identificat en el setembre de 2003 per l'astrobiòloga Margaret Turnbull de la Universitat d'Arizona a Tucson com un dels candidats propers més prometedors per a hostatjar vida basada en la seva anàlisi de la llista HabCat d'estrelles.